# Niżnia Kieżmarska Przełęcz
Niżnia Kieżmarska Przełęcz, w części literatury tatrzańskiej Niżnia Kiezmarska Przełęcz (słow. Nižná Kežmarská štrbina, niem. Untere Kesmarker Scharte, węg. Alsó Késmárki csorba) – najwybitniejsza z przełęczy znajdujących się w północno-wschodniej grani Małego Kieżmarskiego Szczytu opadającej w kierunku Rakuskiej Przełęczy – fragmencie długiej południowo-wschodniej grani Wyżniego Baraniego Zwornika w słowackiej części Tatr Wysokich. Siodło Niżniej Kieżmarskiej Przełęczy oddziela kopułę szczytową Małego Kieżmarskiego Szczytu od Kieżmarskiej Kopy i znajduje się tuż poniżej tego ostatniego wzniesienia.
Na północny zachód opada z Niżniej Kieżmarskiej Przełęczy stromy, płytki żleb nazywany Kieżmarską Drabiną, uchodzący do Złotego Kotła pomiędzy północną ścianą Kieżmarskiej Kopy a właściwą północną ścianą Małego Kieżmarskiego Szczytu. Zbocza południowo-wschodnie opadają z przełęczy do Świstówki Huncowskiej – górnego piętra Doliny Huncowskiej.
Na przełęcz tę nie prowadzą żadne znakowane szlaki turystyczne. Najdogodniejsza droga dla taterników wiedzie na nią od Rakuskiej Przełęczy trawersem po stronie Doliny Huncowskiej. Łatwe są też trasy od Złotych Wrótek i z Doliny Huncowskiej, natomiast wejście ze Złotego Kotła – Kieżmarską Drabiną lub jej obejściem – jest dość trudne (II w skali UIAA).

## Historia
Pierwsze zarejestrowane wejścia turystyczne:
- Tadeusz Hickiewicz, Antoni Jakubski i tragarz Stanisław Stopka, 26 sierpnia 1905 r. – letnie (wchodzono już wcześniej),
- Günter Oskar Dyhrenfurth i Alfred Martin, 8 marca 1906 r. – zimowe[2].